# Bitwa nad Ebro

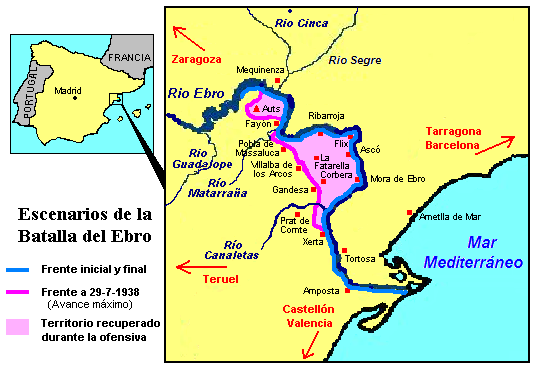
Bitwa nad Ebro. Legenda: linia niebieska – front na początku i na końcu bitwy; linia czerwona – linia frontu 29 lipca 1938 (zasięg maksymalny ofensywy); kolor różowy – terytorium zajęte przez republikanów podczas ofensywy

Bitwa nad Ebro – największa bitwa hiszpańskiej wojny domowej (1936–1939), stoczona nad rzeką Ebro w dniach od 25 lipca do 16 listopada 1938 roku. Miała na celu zahamowanie ofensywy nacjonalistów na Walencję przez związanie ich sił na północy oraz obronę Katalonii. Bitwa doprowadziła jednakże do wyczerpania zasobów republikańskich i w konsekwencji do strategicznego zwycięstwa sił nacjonalistycznych.

## Sytuacja przed bitwą
W kwietniu 1938 oddziały armii nacjonalistycznej przełamały front republikański i osiągnęły wybrzeże Morza Śródziemnego między Barceloną a Walencją. Obszar kontrolowany przez republikanów został w ten sposób podzielony na dwie odrębne części. Z dywizji nacjonalistycznych, które dokonały zwycięskiego przełamania, można było utworzyć armię manewrową i skierować ją na najbardziej newralgiczne odcinki frontu. Dowodzący armią nacjonalistyczną generał Franco zamierzał skierować część armii manewrowej na Katalonię, a część na Walencję, stanowiącą czasową siedzibę rządu republikańskiego. W ocenie zagranicznych rządów, a także komentatorów wojskowych i politycznych, z chwilą „rozłupania” obszaru republikańskiego zwycięstwo sił nacjonalistycznych było już tylko kwestią czasu.

## Koncepcja
Szef rządu republikańskiego Juan Negrin, nie chcąc przyjąć do wiadomości możliwości generalnej klęski, a także chcąc pokazać, że władze republikańskie stanowią jak najbardziej aktualną alternatywę dla nacjonalistów, zadecydował o konieczności przeprowadzenia generalnej ofensywy, mogącej w jego mniemaniu odwrócić losy wojny. Dowództwo wojsk republikańskich, pragnąc przejąć inicjatywę strategiczną, zmniejszyć nacisk nacjonalistów na Katalonię i Walencję, a także zlikwidować podział strefy republikańskiej na dwa rozdzielne obszary, postanowiło zaatakować wojska nacjonalistyczne nad rzeką Ebro. Inicjatorem ofensywy był szef sztabu armii republikańskiej, generał Vicente Rojo Lluch, pod kierunkiem którego opracowano plan bitwy.

## Przygotowania
Operację prowadzona była siłami Armii „Ebro” (dowódca Juan Modesto). Skład Armii: 5 Korpus Armijny (dowódca Líster Forján), 12 Korpus Armijny (dowódca Etelvino Vega), 15 Korpus Armijny (dowódca Manuel Tagüeña). Do natarcia wyznaczono wszystkie 3 korpusy z 9 dywizjami, posiadające ok. 50 tysięcy gotowych do walki żołnierzy oraz drugie tyle możliwych do ściągnięcia rezerw. Naprzeciwko nich, na odcinku przełamania, broniły się oddziały Korpusu Marokańskiego gen. Juana Yagüe w sile 3 dywizji (50 i 105 dywizja i jedna brygada), ok. 18 tysięcy żołnierzy. Ofensywa miała szanse powodzenia ze względu na trzykrotną przewagę w pasie przełamania, a także ze względu na fakt, że do przeprowadzenia natarcia wybrano najlepsze dywizje republikańskie, złożone z komunistów, trockistów i anarchistów. Każda z dywizji składała się z co najmniej 11 tys. doświadczonych żołnierzy. Na wyposażeniu atakujących było wiele czołgów, a także ponad 200 samolotów.

## Przebieg
Natarcie rozpoczęło się w nocy z 24 na 25 lipca 1938, kiedy to oddziały wyznaczone do przeprowadzenia natarcia, a skupione w Armii „Ebro” pod dowództwem gen. Modesto, w kilku miejscach sforsowały rzekę przy pomocy pontonów, przełamały linie narodowców i utworzyły wyłom w obronie na prawym brzegu Ebro, szeroki na 50 km i głęboki na 25 km. Uderzenie wojsk republikańskich skierowało się na strategicznie położona miasta Gandesa i Korbera. W ciągu kilku dni utworzono rozległy przyczółek w rejonie Gandesa.
26 lipca siły republikańskie bezskutecznie usiłowały opanować Wzgórze 481 stanowiące kluczową pozycję w rejonie Gandessy. Wzgórze to stanowiło silnie umocnioną pozycję chronioną przez bunkry, transzeje i zasieki z drutu kolczastego. Frontalne ataki, wielokrotnie ponawiane w przeciągu sześciu dni spowodowały straszliwe straty w oddziałach republikańskich. W konsekwencji po sześciu dniach walk republikanie musieli wstrzymać ataki i cofnąć się na Wzgórze 666 w masywie Sierra Pandolos. Wzgórze to stanowiło w późniejszej fazie walk (wrzesień) ważny punkt oporu republikanów podczas generalnego przeciwnatarcia nacjonalistów. Oddziały republikańskie prowadziły natarcie do 3 sierpnia, napotykając coraz silniejszy opór nacjonalistów.
Po ściągnięciu posiłków przez nacjonalistów z odwodów operacyjnych z Frontu Levante i Frontu Południowego (uzyskali przewagę liczebną i techniczną: w sile żywej 1,5:1, w artylerii 4:1, w broni pancernej 2:1, w lotnictwie 3:1) przeszli oni 3 sierpnia do kontrofensywy i po ciężkich trzymiesięcznych walkach, w tym 7 kolejnych natarciach (ostatnie 30 października – 16 listopada) zlikwidowali przyczółek, wypierając oddziały republikańskie na wschodni brzeg rzeki. Na niektórych odcinkach nacjonaliści zastosowali około 200 armat kierując w stronę republikanów ponad 13 tys. pocisków dziennie. Ważnym czynnikiem przewagi nacjonalistów było także ich niemal całkowite panowanie w powietrzu.
Cel operacji, a więc opóźnienie nacjonalistycznej ofensywy na Katalonię i Walencję, został osiągnięty, nacjonaliści ściągnęli bowiem nad Ebro oddziały z innych kierunków operacyjnych i ofensywa na Katalonię i Walencję została na 3 miesiące zahamowana. Odbyło się to jednak kosztem bardzo dużych i trudnych do uzupełnienia strat w szeregach republikańskich. Operacja nie dała armii Franco możliwości rozszerzenia klina rozcinającego republikę na dwie części. Natomiast zasadnicze strategiczne cele ofensywy – wyjście na tyły nacjonalistów i odzyskanie inicjatywy w działaniach wojennych, scalenie terytorium republikańskiego i odtworzenie ciągłości frontu oraz zmuszenie nacjonalistów do odwrotu – nie zostały osiągnięte.
Straty po obydwu walczących stronach były ogromne (choć nieco mniejsze po stronie nacjonalistycznej) – największe ze wszystkich bitew w tej wojnie. Nacjonaliści mieli jednak możliwość ich uzupełnienia – republikanie natomiast nie (m.in. z powodu walk frakcyjnych i masowych czystek politycznych obejmujących nawet zwykłych żołnierzy).
Operacja wniosła wiele doświadczeń w dziedzinie organizacji natarcia z forsowaniem dużych przeszkód wodnych, w prowadzeniu bojów spotkaniowych oraz działań obronnych i odwrotowych przy użyciu wielu rodzajów broni, współczesnej techniki i uzbrojenia. W operacji wzięły udział początkowo wszystkie brygady międzynarodowe (z wyjątkiem 129, która po przecięciu republiki pozostała w strefie centralno–południowej). 13 Brygada im. Jarosława Dąbrowskiego była pierwszą brygadą Armii „Ebro”, która przeprawiła się przez rzekę. 11 Brygada im. Ernsta Thälmanna i polski batalion im. Adama Mickiewicza zostały wyróżnione za operację najwyższym hiszpańskim odznaczeniem wojskowym Medalle del Valor.

## Konsekwencje
Biorąc pod uwagę wyczerpanie zasobów i związane z ogromnymi stratami w ludziach i sprzęcie praktyczne zniszczenie najlepszych dywizji złożonych głównie z komunistów i anarchistów, bitwa nad Ebro stanowiła druzgocącą strategiczną klęskę republikanów. Od tej chwili likwidacja republiki przez wojska nacjonalistyczne była już jedynie kwestią czasu.
Według niektórych badaczy wydarzeniem decydującym o klęsce republikanów był układ monachijski zawarty 29–30 września 1938. Ofiarami układu była nie tylko Czechosłowacja, ale także Republika Hiszpańska. Zakończyła się dla niej pomoc ZSRR, a zatem nastąpił koniec frontów ludowych i sojuszów lewicy. W październiku wszyscy ochotnicy międzynarodowi zostali wycofani z frontu. Nacjonaliści nadal korzystali z pomocy w ludziach, uzbrojeniu i sprzęcie otrzymywanej z Niemiec i Włoch.

## Upamiętnienie

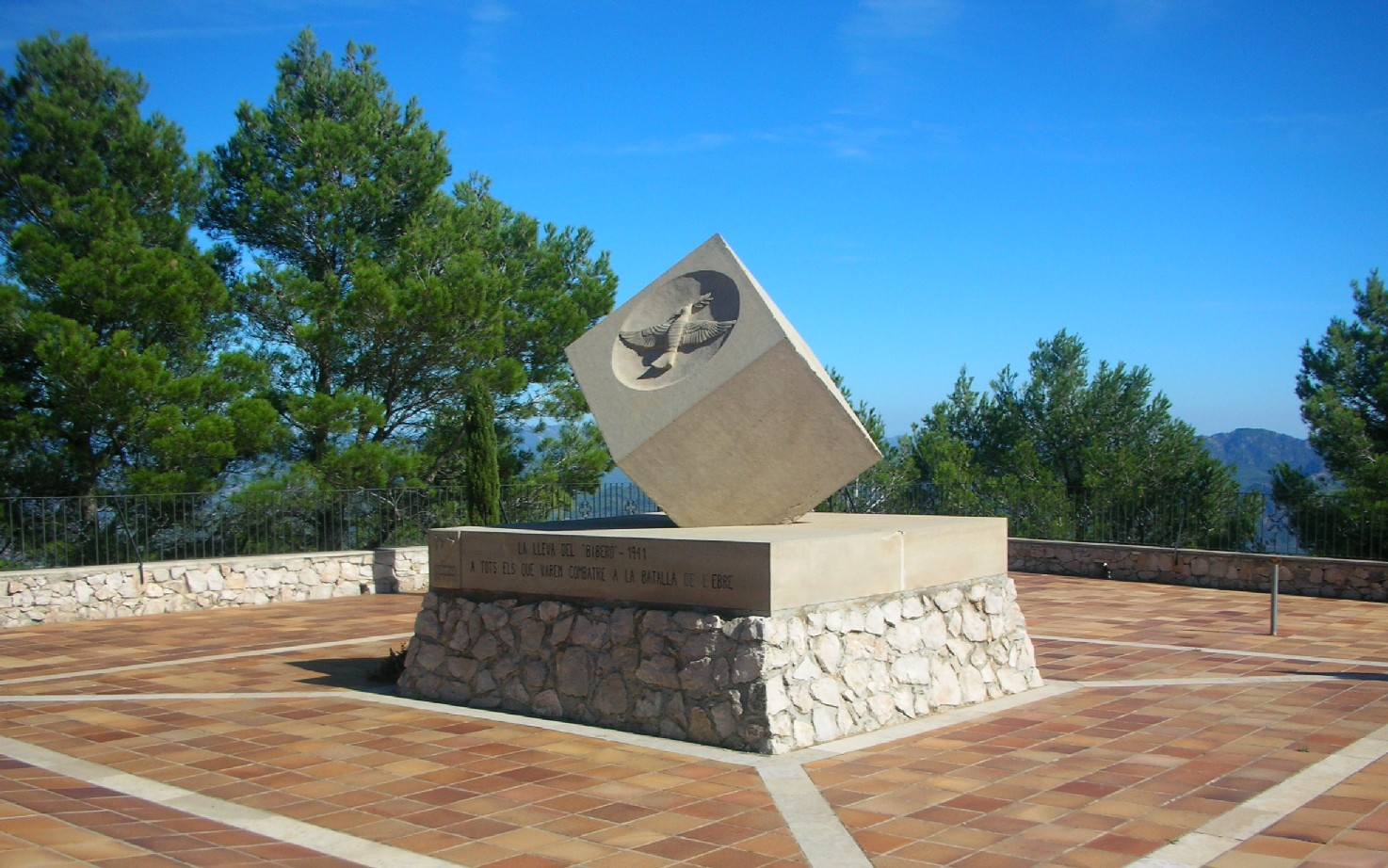
Pomnik poświęcony ofiarom obu stron poległym w bitwie nad Ebro

Walki nad Ebro zostały upamiętnione na Grobie Nieznanego Żołnierza w Warszawie, napisem na jednej z tablic w okresie po II wojnie światowej – „EBRO 24 VIII 1938”. Tablicę zdemontowano po przemianach politycznych 1989 roku.